# تقطير بالطاقة الشمسية المركزة

## الطاقة الشمسية المركّزة
هي نظام يستخدم نفس الكميّة من مدخلات الحرارة الشمسيّة (على منطقة واحدة لتجميع الطاقة الشمسيّة) مثل الطاقة الشمسيّة البسيطة، ولكن يمكن للطاقة الشمسيّة المركّزة أن تنتج كمية من المياه العذبة أكبر بكثير. في حين أنَّ نظام الطاقة الشمسيّة البسيطة لا يزال يقوم بتقطير المياه باستخدام حرارة الشمس لكي تقوم بدفع أو تحريك التبخير من مصدر الماء والهواء المحيط ومن ثم تكثيفه على السطح، إلّا أنّ الطاقة الشمسية المركزة تستخدم مجمّع حراريًا شمسيًا يقوم بتركيز حرارة الشمس ومن ثمَّ إيصالها إلى خط أنابيب حيث توجد المياه الخام، عملية تبخير متعددة التأثير للتقطير، وبالتالي لزيادة المعدل الطبيعي للتبخُّر. لا تزال الطاقة الشمسية المركَّزة قادرة على إنتاج المياه على نطاق واسع في المناطق تتلقّى الكثير من الطاقة الشمسية.

## الاداء العام
لا يزال بإمكان الطاقة الشمسيّة المركّزة إنتاج ما يصل إلى 20 ضعفًا من الماء عن الحد الأقصى النظري لطاقة شمسية ثابتة. أما عمليًا، يمكن أن تنتج ما يصل إلى 30 ضعفًا من الحجم.
```
فعلى سبيل المثال
 ، مع مساحة مركز للطاقة الشمسية تبلغ 10 فدانْا، فإن الطاقة الشمسيّة القياسية التي لا تزال تعمل بكفاءة نموذجية بنسبة 25 ٪ 
[
3
]
 قد تنتج ما يصل إلى 34.3 ميجا لتر في السنة أي حوالي (27.8 فدانًا/ سنة) في منطقة يبلغ متوسط الإشعاع الشمسي اليومي له (21.6 ميجا جول / م²).
[
1
]
 ولا يزال بإمكان الطاقة الشمسيّة المركّزة إنتاج أكثر من 930 ميغا لتر في السنة (750 فدانًا / سنة) في نفس المنطقة مع نفس منطقة التجميع.
```

## التكامل الحراري

### تبخر متعدد المراحل
لا تزال الطاقة الشمسية المركّزة تنفذ طريقة حتى تستعيد الحرارة الكامنة من بخار التقطير الذي لم يتم التقاطه وإعادة استخدامه بواسطة صورة شمسية قياسية. يتم ذلك باستخدام مراحل متعددة من التبخر في سلسلة (انظر المبخر متعدد التأثيرات). إنُّ الحرارة الكامنة لبخار التقطير المنتج في المرحلة الثامنة وهو (التأثير الأول) يتم استرداده في المرحلة التاسعة عن طريق غلي المحلول الملحي المركّز المتبقي من المرحلة الثامنة والذي ينتج بخارمن نواتج يمكن استرداد حرارته الكامنه في المرحلة العاشرة بغلي المحلول الملحي المركّز المتبقي من هذه المرحلة. ونظرًا لتركيز المحلول الملحي بشكل مستمر في كل مرحلة، ستستمر نقطة الغليان في الارتفاع في ظل الظروف القياسية للتغلب على ارتفاع نقطة الغليان في المحلول الملحي، وتعمل كل مرحلة تبخيربضغط أقل من المرحلة السابقة، مما يقلل بشكل فعال من نقطة الغليان، مما يسمح بنقل حرارة كافية في كل مرحلة. حيث يمكن تكرار هذه العملية حتى تتدهور ظروف التقطير بدرجة كافية (أي، الضغط ودرجة الحرارة منخفضان جدًا وحجم بخار التقطير كبير جدًا).

### تحرير المضخّة الحرارية
تنتج مرحلة التبخّر النهائية بخارنواتج يعتبر في حالة سيئة للغاية. حيث يمكن تكثيف هذا البخار في مكثّف نهائي، وفي هذه الحالة سيتم التخلّص من حرارته الكامنة ويعتبر كنفايات ، أو يمكن تكثيفه باستخدام مضخّة حرارية، وفي هذه الحالة يمكن لحرارته الكامنة (أو جزء منها) أن تسترد. أمّا في الحالة الأخيرة، تقوم المضخّة الحرارية «بترقية» ظروف حالة الحرارة الكامنة بشكل فعّال إلى ظروف تعتبر أكثر قابلية للاستخدام (حيث أنَّ درجة حرارة والضغط أعلى) من خلال أداء العمل.
```
(
فعلى سبيل المثال، الضغط
).
[
1
]
 يمكن تحديث الظروف بما فيه الكفاية بحيث يمكن استخدام الحرارة المستردّة لتوفير حرارة إضافية للتبخر في التأثير الأول
 .
```